# Peter Walpot
Peter Walpot (Walbot), auch Peter Scherer, (* um 1518 oder 1521 in Klausen, Südtirol; † 30. Januar 1578 in Přibice, Mähren) war ein bedeutender Gemeindevorsteher der Hutterischen Brüder in Mähren, die unter seiner Leitung die so genannte „Goldene Zeit“ erlebte.

## Leben
Peter Walpot wurde im Tirol geboren. Als Knabe erlebte er am 6. September 1529 die Hinrichtung des Täuferpredigers Jörg Blaurock in Klausen. Über seinen Bildungsweg ist wenig bekannt. Er arbeitete als Tuchscherer, weshalb er in zeitgenössischen Quellen auch Peter Scherer genannt wurde. Um 1539 verließen er und seine Frau zusammen mit etwa fünfzig weiteren Täufern Tirol. Unter der Leitung des Seilers Leonhard Lanzenstiel begab sich die Gruppe nach Mähren, um sich den dortigen Hutterischen Gemeinschaft anzuschließen. Bereits 1542 wurde er zum Diener des Wortes gewählt und wurde so neben Lanzenstiel und Peter Riedemann zu einem der Leiter der Hutterischen Bruderschaft. Im Jahr 1545 gehörte Walpot der Delegation an, die einen Teil der Gabrieler zur Hutterischen Gemeinschaft führte. Zusammen mit seiner Frau und anderen Hutterern unternahm er von Mähren aus Missionsreisen nach Schlesien. Nach dem Tod von Peter Riedemann 1556 übernahm Walpot eine führende Rolle im mährischen Huttertum und nach dem Tode von Lanzenstiel 1565 wurde er zum Vorsteher der Bruderschaft ernannt. In diese Funktion, die er bis zu seinem Tode 1578 ausübte, nahm er 1571 am Frankenthaler Religionsgespräch teil. 
In Walpots Zeit erlebte die Bruderschaft eine außerordentliche Blütezeit, die zuweilen als „Goldene Ära“ der Hutterer bezeichnet wird. Die Gemeinschaft wuchs schnell auf bis zu 30.000 Getaufte an, die in etwa hundert Bruderhöfen organisiert waren. Administratives Zentrum der Gemeinschaft war Neumühl (Nové Mlýny). Von hier aus versandte Walpot zahlreiche Sendbriefe an Missionare, Anhänger und Sympathisanten. Mit seiner Unterstützung begann Kaspar Braitmichel das bis heute unter den Hutterern bedeutende „Große Geschichtbuch“ zu verfassen. Von Walpot selber stammt das „Große Artikelbuch“ (Ein schön lustig büechlen ettlicher haubtartikel unsers christlichen Glaubens), in welchen die fünf wichtigen Artikel des mährischen Täufertums – Taufe, Abendmahl, Gelassenheit und Gütergemeinschaft, Gewaltlosigkeit, Absonderung – behandelt wurden. Von besonderer Bedeutung ist seine Ordnung und Brauch wie man es in der Gemein mit den Kindern hält, eine Erziehungsschrift, die für die Zeit als einzigartig bezeichnet werden kann. In dieser „Schulordnung“ ist das hutterische Erziehungssystem erstmals detailliert geregelt. 
Neben den verschiedenen Traktaten und Briefen sind von Walpot auch einige Kirchenlieder überliefert.